# رينا زاریبوفا
رينا زاریبوفا (الروسية: Рина Зарипова) (12 مارس 1941، جمهورية التتار في الاتحاد السوفيتي - 10 يناير 2008، قازان في روسيا)؛ صحفية، كاتبة، مترجمة ومدرسة من تتارستان، الاتحاد السوفيتي سابقا، روسيا.

## روابط خارجية
- Adäm belän Xäwa. Rina belän Zahit Zaripovlar ğailäse = Broadcast "Adam and Eve". The family of Rina and Zahit Zaripov "Tatarstan — Yaña Ğasır" channel, 2003.